# Temple mormon de Kona
Le temple mormon de Kona est un temple de l’Église de Jésus-Christ des saints des derniers jours situé à Kailua-Kona, dans l’État de Hawaï, aux États-Unis. Il a été inauguré le 23 janvier 2000.